# Кеннет Тейлор
Кеннет Дуглас Тейлор (нар. 5 жовтня 1934 — пом. 15 жовтня 2015) — канадський дипломат, педагог і бізнесмен, найбільш відомий своєю роллю в таємній операції 1979 року «Канадська хитрість», під час перебування на посаді посла Канади в Ірані. У співпраці з американським Центральним розвідувальним управлінням Тейлор допоміг шістьом американцям втекти з Ірану під час захоплення американських заручників у Тегерані, надавши канадські паспорти американцям, щоб ввести в оману Іранську революційну гвардію, видавши їх за канадську знімальну групу, яка розвідує місця. Перед втечею шестеро американців кілька тижнів переховувалися в будинках Тейлора та іншого канадського дипломата Джона Шердауна.
Гордон Пінсент втілив Тейлора у канадському телевізійному фільмі 1981 року «Втеча з Ірану: Канадська хитрість», який драматизує історію прикриття для операції. Пізніший американський фільм 2012 року «Арго» більше зосереджується на ЦРУ та ролі Голлівуду, Тейлора зіграв канадський актор Віктор Ґарбер.
Після його смерті «Вашингтон пост» назвала Тейлора «головним героєм» втечі заручників з Ірану, «який організував весь процес», цитуючи колишнього президента Джиммі Картера. У 1981 році президент Рональд Рейган нагородив Тейлора Золотою медаллю Конгресу. З усім тим, у фільмі «Арго» применшили значення його ролі.

## Молодість й освіта
Тейлор народилася в Калгарі, Альберта. Він здобув ступінь бакалавра мистецтв у Вікторійському коледжі Університету Торонто та ступінь магістра ділового адміністрування в Університеті Каліфорнії в Берклі. Він був членом братства Sigma Chi та лауреатом їхньої найвищої премії.

## Захоплення американських заручників у Тегерані
4 листопада 1979 року іранські студенти вдерлися до посольства США у Тегерані. Під час бунту шістьом американцям вдалося втекти. Після чотирьох днів переховувань вони дістатися до посольства Канади, де зустріли Тейлора, який розробив план безпечного вивезення їх з Ірану. 20 січня 1981 року, у день присяги Рональда Рейгана як президента. Решту 52 американських заручники, які провели в полоні 444 дні, Іран звільнив під варту США.
Тейлор відіграв вирішальну роль у наданні розвідувальних даних канадським й американським спецслужбам під час захоплення заручників. Як повідомляється, він допомагав розвідувати місця посадки для невдалої спроби порятунку спецпідрозділом «Дельта» під час операції «Орлиний кіготь».
У 1981 році відбувся реліз телевізійного фільму про події «Втеча з Ірану: Канадська хитрість». У 2012 році Бен Аффлек продюсував і зіграв у фільмі «Арго», який заснований на книзі агента ЦРУ, причетного до подій, Тоні Мендеса «Майстер маскування». Після попереднього перегляду фільму на Міжнародному кінофестивалі у Торонто у 2012 році з'явилися думки, що фільм несправедливо мінімізує участь канадського уряду, зокрема Тейлора, в операції з порятунку. Обговорювалась поява у фільмі кількох вигаданих подій з драматичних причин, а також постскриптум, який вказував на те, що ЦРУ дозволило Тейлору взяти собі заслуги в політичних цілях, маючи на увазі, що він не заслуговує похвали, які отримав. Аффлек зауважив: «Оскільки ми говоримо про реальність подій, а не це правдива історія, нам дозволено отримати певну драматичну вольність. Є дух правди». Однак Аффлек відповів, змінивши постскриптум: «Участь ЦРУ доповнила зусилля канадського посольства щодо звільнення шістьох утримуваних у Тегерані. Донині ця історія є незмінною моделлю міжнародного співробітництва між урядами». Наприкінці фільму також було додано кадри історичних новин, в яких говорилося про роль Канади у порятунку. Сам Тейлор сказав, що фільм був «веселим, захопливим, доречним, своєчасним», але зазначив, що «Канада не просто стояла, спостерігаючи за подіями. ЦРУ було молодшим партнером».

## Пізніше життя та смерть
Після повернення з Ірану Тейлор отримав призначення на посаду канадського генерального консулу у Нью-Йорку. У 1980 році його призначили офіцером Ордена Канади разом з дружиною Пет й іншим канадськими співробітниками, залученими до порятунку, того ж року він отримав Золоту медаль Конгресу США. Він також отримав нагороду «Золота тарілка» Американської академії досягнень у 1980 році.
Він повернувся до Торонтського університету на кілька років як канцлер Вікторійського коледжу.
Тейлор залишив дипломатичну службу у 1984 році та обіймав посаду старшого віцепрезидента Nabisco (RJR Nabisco після 1986 року) з 1984 до 1989 рік.
Тейлор переїхав до США та проживав у Нью-Йорку до своєї смерті у віці 81 року 15 жовтня 2015 року. Тейлор помер у Пресвітеріанській лікарні Нью-Йорка, де лікувався від раку товстої кишки 4 стадії. Його похорон відбувся у меморіальній церкві Тімоті Ітона у Торонто 27 жовтня 2015 року. У нього залишилися дружина Патриція, син Дуглас і двоє онуків Трістан і Кассія.